# Camanducaia
Camanducaia ist eine Gemeinde mit gut 25.000 Einwohnern in der Südspitze des Bundesstaates Minas Gerais in Brasilien.

## Geographie
Der Ort am Nordrand der Serra da Mantiqueira liegt an der Rodovia Fernão Dias (BR-381), der Fernstraße von Belo Horizonte, der knapp 500 Kilometer nordöstlich gelegenen Hauptstadt des Bundesstaates, nach São Paulo, der 100 Kilometer südwestlich gelegenen Hauptstadt des gleichnamigen benachbarten Bundesstaates.

## Geschichte
Aus der Mitte des 18. Jahrhunderts stammen etwa zeitgleich die ersten urkundlichen Erwähnungen von Camanducaia und der Kapelle Nossa Senhora da Conceição sowie das erste Kartenmaterial der Region.
Anfang des 19. Jahrhunderts umfasst die Pfarrei bereits gut 4000 Einwohner. 1840 wird die Gemeinde offiziell gegründet unter dem Namen Jaguari, den auch heute noch zwei Ortsteile tragen, und 1868 zur Stadt erhoben.
1930 erfolgt die Umbenennung zurück zu Camanducaia, was abgeleitet aus komandá (Bohne), kaî (brennen, verbrannt) in der Übersetzung verbrannte Bohnen bedeutet.

## Wirtschaft
Camanducaia ist mit Attraktionen wie den José Pereira-Höhlen, dem Pico do Selado oder dem Quinzinho-Wasserfall stark durch Tourismus geprägt. Ein Teil davon liegt in der seit 1997 bestehenden Schutzzone Área de Proteção Ambiental Fernão Dias.
Vor allem der Ort Monte Verde mit einem erwähnenswerten Bevölkerungsanteil aus ursprünglich Deutschland und Lettland lockt touristisch durch seine Wanderwege.
Monte Verde liegt dabei in über 1500 m Höhe in tropischer Region und ist damit so feucht und kühl, dass neben Frost sogar Schneefall vorkommen kann.
Ebenfalls in Monte Verde befindet sich auf 1560 m auch der höchstgelegenen Flughafen Brasiliens.
Daneben bietet die Region um Camanducaia land- und forstwirtschaftliche Produkte (Kartoffeln, Brokkoli, Kiefernholz).

## Städtepartnerschaften
Partnerstadt ist seit 2010 das etwa 70 km westlich in  São Paulo, Brasilien gelegene Campinas.

## Persönlichkeiten
- Baptista Caetano d’Almeida (1979–1839), Philologe
- Francisco Escobar (1865–1924), Intellektueller